# 木村有沙
木村 有沙（きむら ありさ、1995年10月10日 - ）は、福井県福井市出身のハンドボール選手。日本ハンドボールリーグのイズミメイプルレッズ所属。

## 経歴
福井市光陽中学校時代は2009年の第18回JOCジュニアオリンピックカップで最優秀選手に選ばれた。
2010年は第19回JOCジュニアオリンピックカップで優秀選手賞を受賞。同年は日本代表U-16に選出された。
中学卒業後は四天王寺高等学校へ進学。2011年は第4回女子ユースアジア選手権の日本代表U-18に選出された。
2013年は全日本高等学校ハンドボール選手権大会（インターハイ）で優秀選手に選ばれた。
高校卒業後は大阪体育大学へ進学。同期には谷華花、馬場敦子、佐原奈生子、近藤万春らが在籍。
2018年1月に日本ハンドボールリーグの広島メイプルレッズへ加入。背番号は「19」。同年の第8回社会人選手権では最優秀新人賞を受賞した。7月には第24回世界学生選手権大会の日本代表U-24に選ばれた。

## 詳細情報

### 年度別成績
| 年       | チーム   | 試合 | フィールド 得点 | 率   | 7m  | 合計   | 警告 | 退場 | 失格 |
| -------- | -------- | ---- | --------------- | ---- | --- | ------ | ---- | ---- | ---- |
| 2017-18  | 広島     | 4    | 0/4             | .000 | 0/0 | 0/4    | 0    | 0    | 0    |
| 2018-19  | 広島     | 22   | 69/172          | .401 | 0/0 | 69/172 | 1    | 1    | 0    |
| JHL：2年 | JHL：2年 | 26   | 69/176          | .392 | 0/0 | 69/176 | 1    | 1    | 0    |

### JHLプレーオフ
| 年      | チーム | 試合                                                  | フィールド 得点 | 率   | 7m  | 合計 | 警告 | 退場 | 失格 |
| ------- | ------ | ----------------------------------------------------- | --------------- | ---- | --- | ---- | ---- | ---- | ---- |
| 2017-18 | 広島   | ソニーセミコンダクタマニュファクチャリング戦 (準決勝) | 0/0             | -    | 0/0 | 0/0  | 0    | 0    | 0    |
| 2017-18 | 広島   | 北國銀行戦 (決勝)                                     | 0/0             | -    | 0/0 | 0/0  | 0    | 0    | 0    |
| 2018-19 | 広島   | オムロン戦 (準決勝)                                   | 2/6             | .333 | 0/0 | 2/6  | 0    | 1    | 0    |

### 記録

#### 日本ハンドボールリーグ
- フィールドゴール初得点：2018年9月22日、対飛騨高山ブラックブルズ岐阜戦（OKBぎふ清流アリーナ）[9]

### タイトル・表彰

#### 社会人選手権
- 最優秀新人賞 (2018年)

### 背番号
- 19 (2018年 - )

## 代表歴

### 日本代表U-24
- 世界学生選手権 (2018年)

### 日本代表U-18
- ユースアジア選手権 (2011年)

### 日本代表U-16
- 日韓スポーツ交流 (2010年)